# Вуковой
Вуковой (хорв. Vukovoj) — населений пункт у Хорватії, у Вараждинській жупанії у складі громади Кленовник.

## Населення
Населення за даними перепису 2011 року становило 109 осіб.
Динаміка чисельності населення поселення:

## Клімат
Середня річна температура становить 9,85 °C, середня максимальна – 23,82 °C, а середня мінімальна – -6,19 °C. Середня річна кількість опадів – 1026 мм.
| Клімат поселення                              | Клімат поселення | Клімат поселення | Клімат поселення | Клімат поселення | Клімат поселення | Клімат поселення | Клімат поселення | Клімат поселення | Клімат поселення | Клімат поселення | Клімат поселення | Клімат поселення | Клімат поселення |
| Показник                                      | Січ.             | Лют.             | Бер.             | Квіт.            | Трав.            | Черв.            | Лип.             | Серп.            | Вер.             | Жовт.            | Лист.            | Груд.            |                  |
| Середній максимум, °C                         | 5,73             | 7,40             | 11,53            | 15,70            | 20,63            | 23,82            | 23,04            | 22,44            | 18,46            | 13,47            | 8,00             | 4,44             |                  |
| Середня температура, °C                       | −0,23            | 1,44             | 5,58             | 9,74             | 14,68            | 17,86            | 19,60            | 18,97            | 15,02            | 10,04            | 4,54             | 1,00             |                  |
| Середній мінімум, °C                          | −6,19            | −4,52            | −0,39            | 3,78             | 8,72             | 11,91            | 16,17            | 15,53            | 11,58            | 6,59             | 1,11             | −2,45            |                  |
| Норма опадів, мм                              | 47               | 52               | 71               | 79               | 88               | 120              | 105              | 102              | 95               | 99               | 96               | 72               |                  |
| Середньомісячна швидкість вітру, м/с          | 1.81             | 2.01             | 2.40             | 2.40             | 2.28             | 2.00             | 1.93             | 1.78             | 1.78             | 1.82             | 1.92             | 1.92             |                  |
| Середньомісячна сонячна радіація, кДж/м²·день | 4107             | 6802             | 10519            | 14814            | 18796            | 20618            | 21311            | 18498            | 13723            | 8569             | 4593             | 3259             |                  |
| --------------------------------------------- | ---------------- | ---------------- | ---------------- | ---------------- | ---------------- | ---------------- | ---------------- | ---------------- | ---------------- | ---------------- | ---------------- | ---------------- | ---------------- |
| Джерело:                                      |                  |                  |                  |                  |                  |                  |                  |                  |                  |                  |                  |                  |                  |